# Ya'qub ibn al-Layth al-Saffar
Yaʿqūb ibn al-Layth al-Ṣaffār (in arabo يعقوب بن ﺍﻟﻠيث ﺍﻟﺼﻔﺎر‎?; Karnin, 25 ottobre 840 – Jundishapur, 5 giugno 879) è stato un guerriero persiano, fondatore della dinastia dei Saffaridi (867-1003). Il suo nome persiano era Rādmān pūr-i Māhak (in persiano رادمان پور ماهک‎).
Di origine modesta, tanto che alla sua professione di calderaio nell'est dell'Iran sembra riferirsi il suo laqab di "Ṣaffār" (in arabo صفار‎?: "ramaio, ottonaio").
Oscuri anche i suoi primi anni di attività da adulto, tanto che si pensa sia stato uno dei componenti delle bande di kharigiti che angariavano le popolazioni iraniche del Sīstān (Sīgistān per gli Arabi), la cui più rilevante rivolta era da loro stata condotta sotto la guida di Ḥamza b. Ādharak (m. 828).
Sembra che l'esperienza fatta nell'uso delle armi e nella conduzione di uomini lo abbia poi convinto a organizzare una propria formazione armata in grado di offrire i suoi servizi di protezione ai cittadini e ai contadini nei confronti delle bande di cui egli stesso sembra avesse fatto parte.
Divenne una sorta di "signore della guerra" e assunse il controllo del Sīstān, all'incrocio delle attuali frontiere del Pakistan, dell'Afghanistan e dell'Iran, da cui mosse poi per conquistare la maggior parte dell'Iran, minacciando le regioni a est e a ovest.
Nell'871, passando per Balkh, raggiunse Bāmiyān, che saccheggiò, dando fuoco ai templi buddisti e asportandone le statue per umiliare i seguaci di quella religione, ancora abbastanza numerosi nella regione. Marciò poi su Kabul, da dove espulse gli Hindu-Shahi, che controllavano le attuali province afghane di Kapissa, Kabul, Laghmān e, senza dubbio, di Nangarhār e dell'antica Aracosia (Kandahar).
Ya'qub soffrì di coliche e rifiutò le cure quando gli fu consigliato di farle. Di conseguenza morì nell'879. Yaʿqūb b. al-Layth s'era impadronito del Khorasan, mettendo in tal modo fine alla dinastia regionale dei Tahiridi, conquistando inoltre qualche parte dell'India settentrionale e dell'ovest iranico, puntando anche verso Baghdad, costringendo l'"uomo forte" al-Muwaffaq - fratello del califfo abbaside al-Muʿtamid - a mobilitare le truppe califfali, distogliendole dal fronte del Sawad iracheno, dove era in corso la pericolosa e tutt'altro che effimera rivolta servile dei Zanj. 
Suo fratello ʿAmr b. al-Layth gli succedette ma l'impero saffaride non durò troppo a lungo, visto che alcuni principati riuscirono a recuperare la loro autonomia, prima di essere nuovamente assoggettati al nascente impero dei Ghaznavidi.